# 镖毛鳞虫属
镖毛鳞虫属（学名：Laetmonice）是鳞沙蚕科下的一个属。

## 下属物种
本属包括以下物种：
- 海洋所镖毛鳞虫 Laetmonice iocasica ，2019年发现于卡罗琳海山888-980米的岩石底。[2]
- 日本镖毛鳞虫 Laetmonice japonica (McIntosh, 1855)